# 飢える魂
『飢える魂』（うえるたましい）は、丹羽文雄が日本経済新聞に連載した長編恋愛小説。
また、それを原作とする連続ラジオドラマ。また同作を原作として1956年に公開された2作の日本映画である（日活作品）。

## 小説
1955年4月から1956年3月まで「日本経済新聞」に連載された。
単行本は、1956年に講談社から刊行。1957年には、講談社のロマン・ブックスで刊行。1961年には新潮文庫で刊行された。

## 映画「飢える魂」
1956年10月31日公開。小林旭のデビュー作。

### スタッフ
- 監督：川島雄三
- 製作：坂上静翁
- 原作：丹羽文雄
- 脚色：柳沢類寿、 川島雄三
- 撮影：高村倉太郎
- 音楽：真鍋理一郎
- 美術：中村公彦
- 録音：橋本文雄
- 照明：大西美津男
- 音楽：真鍋理一郎
- 衣装デザイン：森英恵

### 主題歌
- コロムビアレコード
  - 「心の小雨」作詞 野村俊夫 作曲 服部良一 唄 コロムビア・ローズ
  - 「愛のキャンバス」作詞 野村俊夫 作曲 服部良一 唄 岡本敦郎、湯川きよ美

### キャスト
- 立花烈：三橋達也
- 芝令子：南田洋子
- 小河内まゆみ：轟夕起子
- 下妻雅治：大坂志郎
- 味岡礼司：金子信雄
- 芝直吉：小杉勇
- 味岡道代：高野由美
- 味岡章子：桑野みゆき
- 小河内昭：小林旭
- 小河内伊勢子：加藤勢津子
- 泉谷のり子：渡辺美佐子
- 「わた金」の女中：鈴村益代
- 京都の宿の女中：竹内洋子
- 名古屋の宿の女中：佐川明子
- 温泉マークの女中：清水千代子
- 京都宴席の幹事：伊達公
- バー「ぶうほ」の女給：久場礼子
- バー「ぶうほ」の女給：芝あをみ
- 東西出版社員：加藤義朗
- 東西出版社員：宮路正美
- 芝京子：都築緑
- 芸妓珠奴：志摩桂子
- 飛鳥井順子：多摩桂子

## 映画「続・飢える魂」
1956年11月28日公開。

### スタッフ
- 監督：川島雄三
- 製作：坂上静翁
- 原作：丹羽文雄
- 脚色：柳沢類寿、 川島雄三
- 撮影：高村倉太郎
- 音楽：真鍋理一郎
- 美術：中村公彦
- 録音：橋本文雄
- 照明：大西美津男
- 音楽：真鍋理一郎
- 衣装デザイン：森英恵
- 舞踊振付：市村松扇

### 主題歌
- コロムビアレコード
  - 「心の小雨」作詞 野村俊夫 作曲 服部良一 唄 コロムビア・ローズ
  - 「愛のキャンバス」作詞 野村俊夫 作曲 服部良一 唄 岡本敦郎、湯川きよ美

### キャスト
- 立花烈：三橋達也
- 芝令子：南田洋子
- 小河内まゆみ：轟夕起子
- 下妻雅治：大坂志郎
- 味岡礼司：金子信雄
- 泉谷のり子：渡辺美佐子
- 芝直吉：小杉勇
- 味岡道代：高野由美
- 味岡章子：桑野みゆき
- 小河内昭：小林旭
- 小河内伊勢子：加藤勢津子
- 芸妓珠奴：志摩桂子
- 賢島宴席の幹事：伊丹慶治
- 東西出版社員：宮原徳平
- 東西出版社員：三笠謙
- 東西出版社員：加藤義朗
- 芸者：須田喜久代
- 芸者：谷川玲子
- バーのマダム：坂井美紀子
- バー「ぶうほ」の女給：芝あをみ
- バー「ぶうほ」の女給：久場礼子
- ホテルのウェイトレス：泉桂子
- 賢島の芸者：三島糸子
- 芝京子：都築緑
- 立花の旧友Ａ：フランキー堺
- 立花の旧友Ｃ：葉山良二
- 芸妓：高友子
- 立花の旧友Ｂ：小沢昭一
- 立花の旧友Ｄ：岡田真澄
- 社長秘書：川合玉枝
- 芝家の女中Ａ：上田正世
- 芝家の女中Ｂ：鳴海弘子
- 味岡家の女中：真下治子